# Encephalartos friderici-guilielmi
Encephalartos friderici-guilielmi  es una especie  de la familia Zamiaceae.

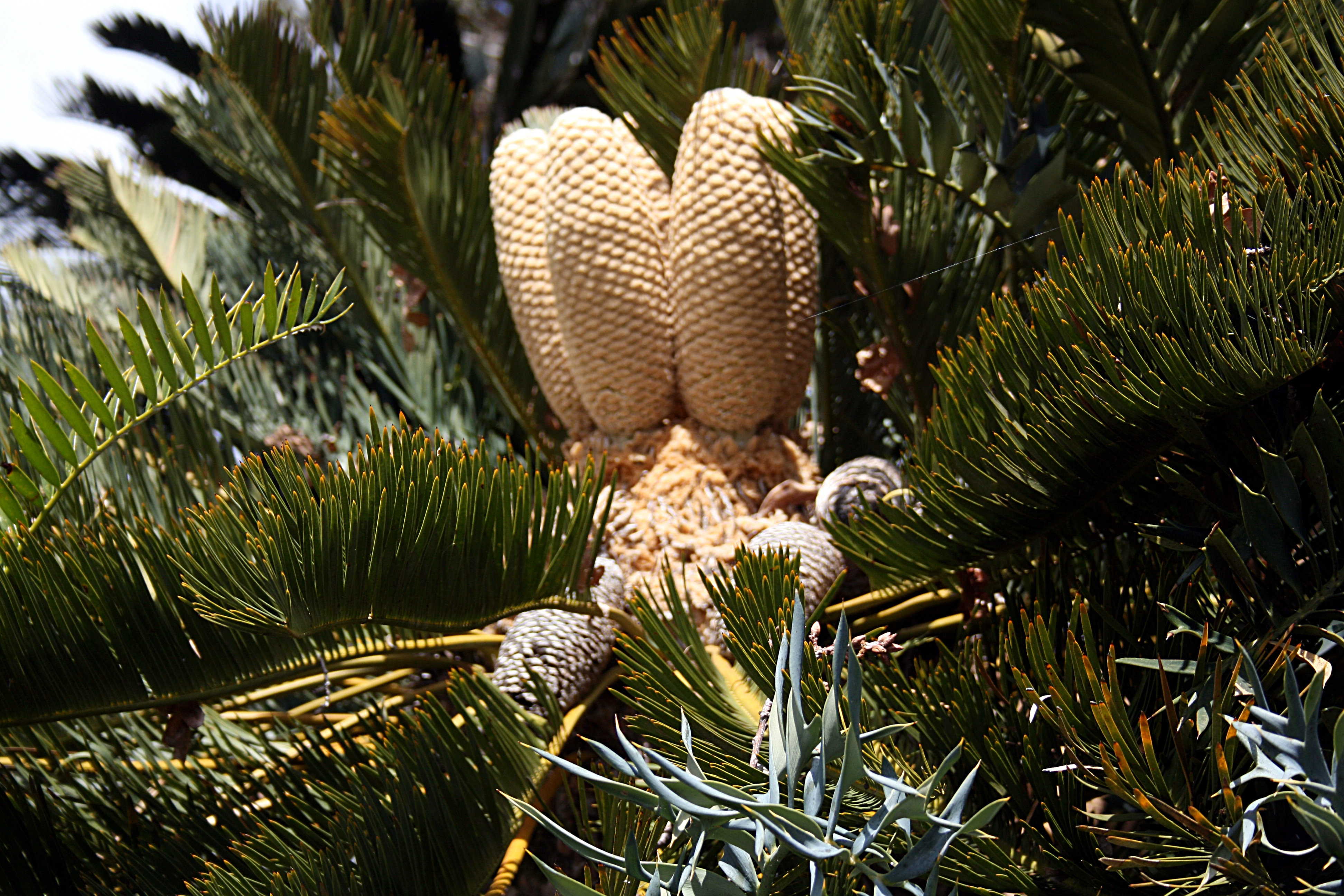
Detalle de los conos

## Descripción
Planta originaria de la región de El Cabo, (Sudáfrica), es la que más conos por tallos puede producir: hasta 12 conos masculinos, o 5 o 6 femeninos, densamente cubiertos de un vello marrón claro en ambos casos. Los troncos, solitarios o agrupados, miden 3,5 m de alto y 60 cm de grosor, cada uno con una copa de frondes rectas y más bien rígidas con folíolos estrechos muy apiñados, de color verde pálido o azulado de jóvenes. Se adapta bien al cultivo y es muy resistente, medrando en suelos pobres y arenosos y necesitando poca agua.

## Taxonomía
Encephalartos friderici-guilielmi fue descrita por Johann Georg Christian Lehmann y publicado en Novarum et Minus Cognitarum Stirpium Pugillus 6: 8, t. 1–3. 1834.
Sinonimia
- Encephalartos cycadifolius var. friderici-guilielmi (Lehm.) Regel
- Zamia friderici-guilielmi (Lehm.) Heynh.[2][3]